# モーリス・ドリュオン

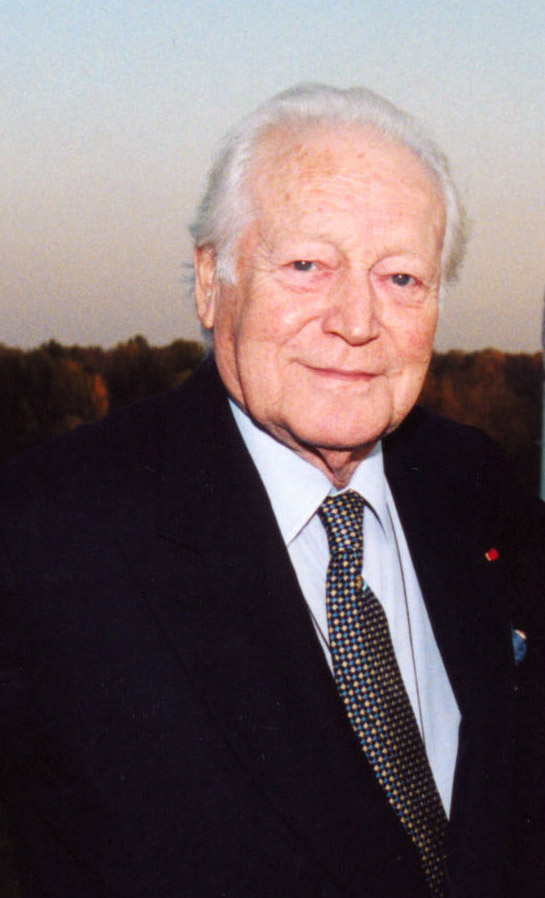
モーリス・ドリュオン

モーリス・ドリュオン（Maurice Druon、1918年4月23日 - 2009年4月14日）は、フランスのパリ出身の歴史小説家、政治家。アカデミー・フランセーズの第15代席次30。ユダヤ系の家系出身。
甥のジョゼフ・ケッセルとともにロシアのシンガーソングライター、アナ・マリーによる『パルチザンの歌』 (Chant des Partisans) をロシア語からフランス語に翻訳したことで知られている。この歌は祝歌として第二次世界大戦下のフランスで歌われ、現在もフランスを代表するポピュラーソングの一つとなっている。1948年には小説『大家族』によりフランスの最も権威ある文学賞ゴンクール賞を受賞している。他の作品に、反戦童話『みどりのゆび』など。
1966年12月8日、アカデミー・フランセーズの第15代席次30に前任のジョルジュ・デュアメルの死を受けて選出されている。彼は当時歴史小説のLes Rois Mauditsシリーズを1950年代より発刊しており、このことが高く評価されアカデミー・フランセーズに選出されるに至った。
1973年から1974年までは当時のフランス首相ピエール・メスメルの内閣にて文化大臣を務めた。